# You and Me (canción)
«You and Me» (en chino, 我和你; pinyin, Wǒ Hé Nǐ) es una de las canciones utilizadas en la Ceremonia de apertura de los Juegos Olímpicos de Pekín 2008, cantada por el chino Liu Huan y la inglesa Sarah Brightman. El director de la ceremonia de apertura Zhang Yimou, eligió a la cantante inglesa antes que una local para el tema de “Un mundo, un sueño”, significando así la unidad a través de la lengua, la raza o barreras religiosas.
La versión oficial de esta canción dura cuatro minutos, diez segundos y fue compuesta por Chen Qigang, un chino francés nacido en Shanghái.